# Alexander Erskine, 2. Baronet

Wappen des Sir Alexander Erskine, 2. Baronet

Sir Alexander Erskine, 2. Baronet (* 1633; † 1727), war ein schottischer Adliger, Politiker und Lord Lyon King of Arms.

## Leben
Er war der Sohn und Erbe des Sir Charles Erskine, 1. Baronet, aus dessen Ehe mit Penelope Barclay.
Sein Vater hatte bereits seit 1633 das Staatsamt des Lord Lyon King of Arms inne und war damit der ranghöchste Herold des Königreichs Schottland. Durch Beschluss des schottischen Parlaments vom 12. Juni 1672 wurde Alexander Erskine zusammen mit seinem Vater zu gemeinsamen Lords Lyon ernannt und half seinem Vater in der Folgezeit bei der Erstellung des schottischen Wappenregisters (Lyon Register).
Beim Tod seines Vaters im Februar 1677 erbte er von ihm dessen Adelstitel als 2. Baronet, of Cambo in the County of Fife, der diesem am 20. August 1660 in der Baronetage of Nova Scotia verliehen worden war. Am 27. Juli 1681 erfolgte in Holyrood Palace seine offizielle Investitur als alleiniger Lord Lyon King of Arms. Ab 1711 hatte er gemeinsam mit seinem Verwandten John Erskine, 23. Earl of Mar, auch das schottische Staatsamt des Keeper of the Signet inne. Von 1710 bis 1713 war er als Abgeordneter für Fifeshire Mitglied des britischen House of Commons.

## Ehen und Nachkommen
Am 9. November 1681 heiratete er in erster Ehe Lady Anne Erskine (* 1664), älteste Tochter des Alexander Erskine, 3. Earl of Kellie, aus dessen erster Ehe mit Anna Kirkpatrick. Mit ihr hatte er fünf Kinder:
- Penelope Erskine (1682–1768);
- Charles Erskine (1684–1687);
- Alexander Erskine (1686–1727);
- Sir Charles Erskine, 3. Baronet (1687–1753);
- Colin Erskine ⚭ Agatha Gigli.

Nach dem Tod seiner ersten Gattin heiratete er in zweiter Ehe deren nächstjüngere Halbschwester Lady Mary Erskine (* 1666), Tochter des 3. Earl of Kellie aus dessen zweiter Ehe mit Mary Dalzell. Mit ihr hatte er sechs Kinder:
- Sir John Erskine, 4. Baronet (1690–1754);
- Anna Erskine (* 1692);
- Sir William Erskine, 5. Baronet (1695–1781);
- Sir David Erskine (1695–1769);
- Sophia Erskine (* 1698);
- Thomas Erskine (1699–1783) ⚭ Jean Rue.